# In Your Eyes (píseň, Kylie Minogue)
„In Your Eyes“ je píseň australské popové zpěvačky Kylie Minogue, která byla vydána na jejím osmém studiovém albu Fever. Píseň vyšla jako druhý singl alba 21. ledna 2002 v Austrálii a 18. únor 2002 ve Velké Británii. Jejími autory jsou Kylie Minogue, Richard Stannard, Julian Gallagher a Ash Howes. Píseň nebyla vydána ve Spojených státech.

## Formáty a seznam skladeb
CD 1 – mezinárodní edice
1. "In Your Eyes" – 3:28
2. "Tightrope" – 4:29
3. "Good Like That" – 3:35

CD 2 – mezinárodní edice
1. "In Your Eyes" – 3:28
2. "In Your Eyes" (Tha S Man's Release Mix) – 7:34
3. "In Your Eyes" (Jean Jacques Smoothie Mix) – 6:23

CD 1 – australský edice
1. "In Your Eyes" – 3:28
2. "Never Spoken" – 3:18
3. "Harmony" – 4:15
4. "In Your Eyes" (Tha S Man's Release Mix) – 7:34

CD 2 – australský edice
1. "In Your Eyes" – 3:28
2. "In Your Eyes" (Mr Bishi Mix) – 7:25
3. "In Your Eyes" (Jean Jacques Smoothie Mix) – 6:23
4. "In Your Eyes" (Saeed & Palesh Mix) – 8:40

## Hitparáda
| Země                           | Umístění |
| ------------------------------ | -------- |
| Austrálie                      | 1.       |
| Belgie (Flandry)               | 18.      |
| Belgie (Valonsko)              | 11.      |
| Dánsko                         | 10.      |
| Nizozemí (Dutch Top 40)        | 14.      |
| Nizozemí (Mega Single Top 100) | 15.      |
| Finsko                         | 7.       |
| Francie                        | 24.      |
| Německo                        | 18.      |
| Irsko                          | 1.       |
| Itálie                         | 7.       |
| Nový Zéland                    | 1.       |
| Rakousko                       | 22.      |
| Španělsko                      | 7.       |
| Švédsko                        | 20.      |
| Švýcarsko                      | 8.       |
| Velká Británie                 | 3.       |